# Собор Рождества Пресвятой Богородицы (Вроцлав)
Собор Рождества Пресвятой Богородицы (пол. Sobór Narodzenia Przenajświętszej Bogurodzicy) — православный храм в городе Вроцлаве (Польша), кафедральный собор Вроцлавской и Щецинской епархии Польской православной церкви.
В соборе действуют два прихода: Рождества Пресвятой Богородицы (Вроцлавское благочиние) и Воздвижения Креста Господня (войсковой).

## История

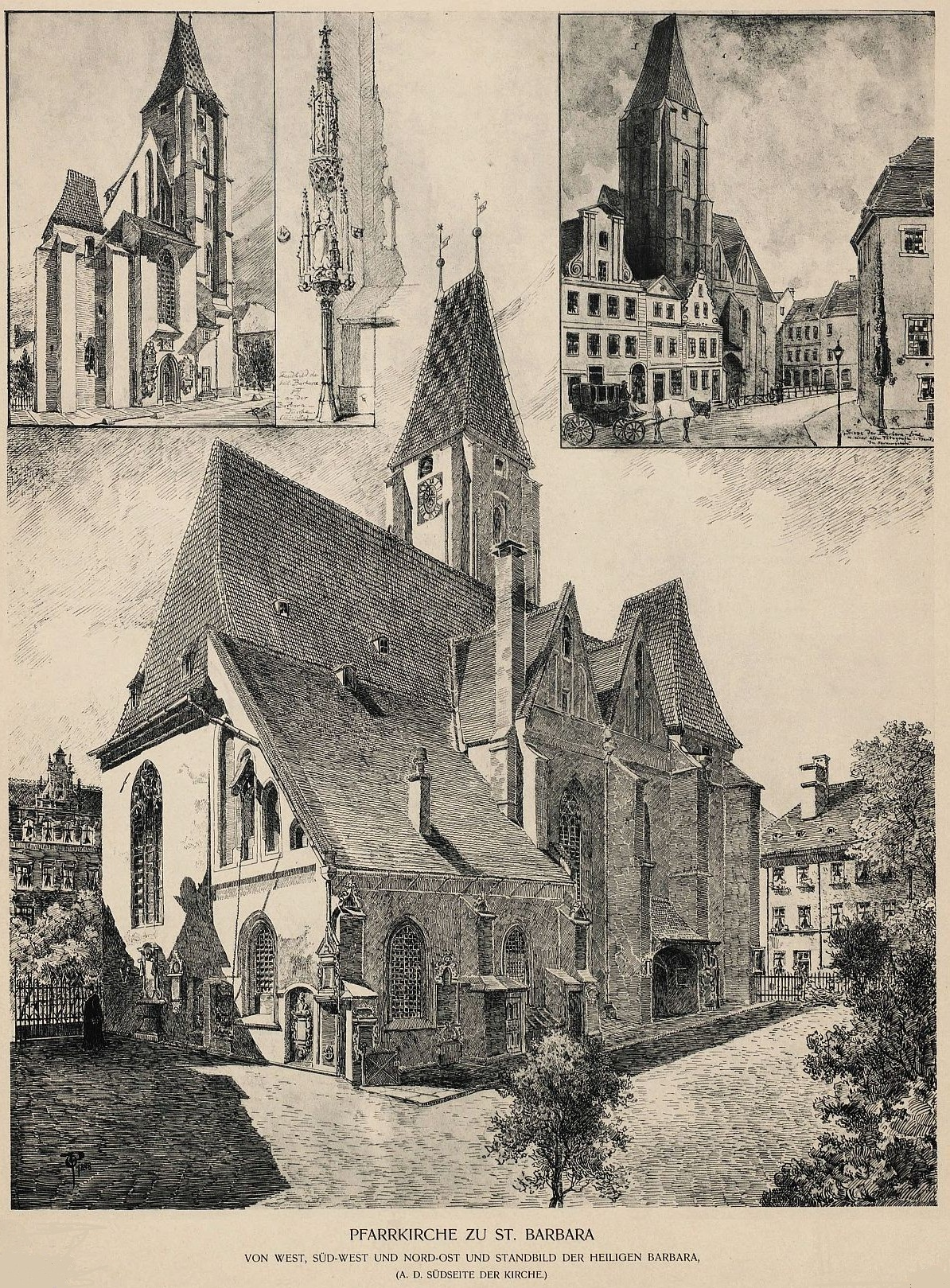
Кирха Святой Варвары, 1900 год

В 1268 году на месте современной церкви была построена католическая кладбищенская часовня, с 1303 года принадлежавшая приходу Святой Елизаветы. Она сгорела в XIV веке, после чего на её месте в 1400—1414 годах был воздвигнута церковь Святой Варвары. Храм был построен в готическом стиле из кирпича и был трёхнефным. Длина храма составляла 32,7 м, а ширина — 24,6 м.
В 1526 году храм перешёл в руки протестантов. Во время Второй мировой войны собор существенно пострадал. В 1959—1961 года храм был восстановлен и 3 июня 1963 года передан Польской православной церкви.
Собор был вписан в реестр памятников Польши 27 ноября 1947 года под номером 11, а затем 23 октября 1961 года под номером A/288/15.